# Ендру Вигинс
Ендру Вигинс (енгл. Andrew Christian Wiggins; Торонто, Онтарио, 23. фебруар 1995) канадски је кошаркаш. Игра на позицијама бека и крила, а тренутно наступа за Мајами хит. Био је 1. пик на драфту 2014. године, а у сезони 2014/15. је проглашен за најбољег новајлију у НБА лиги.

## Каријера
Средњу школу је похађао у Вону у близини Торонта. Већ у првој сезони имао је одличан просек од 24,2 поена, 8,5 скокова, 4,1 асистенција и 2,7 скокова по мечу. После две сезоне је променио средњу школу али је и даље имао одличан индивидуални учинак. 7. фебруара 2013. године је у победи свог тима постигао 57 поена.
Колеџ каријеру је провео на Универзитету Канзас. И он је као и многи екстраталентовани играчи провео само једну сезону на универзитету и просечно постизао 17,1 поена. Одмах након једне сезоне одлучио се за НБА драфт где му је предвиђена одлична позиција.

### НБА
На драфту 2014. године био је изабран као 1. пик од стране Кливленда. У том моменту се чинило да ће у овом тиму добити пуно простора за напредак и да ће бити можда и водећа звезда тима. Ипак убрзо након тога је Леброн Џејмс одлучио да се врати у Кливленд па је и његова позиција у тиму постала врло неизвесна. Због тога је он био део великог трејда у којем је на крају завршио у Минесоти док је на другу страну отишао Кевин Лав.
У Минесоти је одмах заузео место стартера и одиграо свих 82 утакмице у регуларном делу сезоне. Просечно је бележио 16,9 поена и имао 4,6 скокова по мечу. То је било довољно да буде проглашен за најбољег новајлију у НБА лиги 2015. године.

## Успеси

### Клупски
- Голден Стејт вориорси:
  - НБА (1): 2021/22.

### Репрезентативни
- Америчко првенство: 
  -  2015.

### Појединачни
- НБА ол-стар меч (1): 2022.
- НБА новајлија године: 2014/15.
- Идеални тим новајлија НБА — прва постава: 2014/15.
- Најкориснији играч НБА утакмице звезда у успону: 2015.